# ناحیه آرتور، میشیگان
ناحیه آرتور (به انگلیسی: Arthur Township) یک منطقهٔ مسکونی در ایالات متحده آمریکا است که در شهرستان کلیر، میشیگان واقع شده‌است.
 ناحیه آرتور ۹۳٫۸ کیلومتر مربع مساحت و ۶۴۷ نفر جمعیت دارد و ۲۶۹ متر بالاتر از سطح دریا واقع شده‌است.